# 660 (szám)
A 660 (római számmal: DCLX) egy természetes szám.

## A szám a matematikában
A tízes számrendszerbeli 660-as a kettes számrendszerben 1010010100, a nyolcas számrendszerben 1224, a tizenhatos számrendszerben 294 alakban írható fel.
A 660 páros szám, összetett szám, kanonikus alakban a 22 · 31 · 51 · 111 szorzattal, normálalakban a 6,6 · 102 szorzattal írható fel. Huszonnégy osztója van a természetes számok halmazán, ezek növekvő sorrendben: 1, 2, 3, 4, 5, 6, 10, 11, 12, 15, 20, 22, 30, 33, 44, 55, 60, 66, 110, 132, 165, 220, 330 és a 660.
Erősen bővelkedő szám: osztóinak összege nagyobb, mint bármely nála kisebb pozitív egész szám osztóinak összege.
Ritkán tóciens szám.
Harshad-szám.
Felírható négy egymást követő (157 + 163 + 167 + 173), hat egymást követő (101 + 103 + 107 + 109 + 113 + 127), illetve nyolc egymást követő prím összegeként (67 + 71 + 73 + 79 + 83 + 89 + 97 + 101).